# 莫西爾
51°2′21″N 24°5′0″E / 51.03917°N 24.08333°E
莫西爾（烏克蘭語：Мосир），是烏克蘭的村落，位於該國西部沃倫州，由科韋利區負責管轄，處於皮圖紹克河畔，始建於1488年，面積1.98平方公里，海拔高度187米，2001年人口365。